# Во, Ролан де
Ролан Герен де Во (фр. Roland Guérin de Vaux, O.P.; 17 декабря 1903 — 10 сентября 1971) — французский доминиканец, католический священник и библеист, возглавлявший католическую исследовательскую группу, работавшую с первыми находками свитков Мёртвого моря. Он был директором Библейской школы (École Biblique), французского католического теологического института в Восточном Иерусалиме и отвечал за координацию научной работы, связанной с изучением свитков. Под его руководством команда провела раскопки древнего поселения Хирбет-Кумран (1951—1956), а также нескольких пещер неподалёку от Кумрана, к северо-западу от Мертвого моря. Непосредственным руководителем раскопок выступал Ибрагим Эль-Ассули, смотритель Археологического музея Палестины, впоследствии известного как Рокфеллеровский музей в Иерусалиме.

## Жизнь
Герен де Во родился в Париже в 1903 году, принял священнический сан в 1929 году и в том же году вступил в орден доминиканцев. С 1934 года и до своей смерти в 1971 году он жил в Иерусалиме: сначала учился в Библейской школе, а затем преподавал там различные дисциплины, включая историю и экзегетику. В 1938—1953 годах занимал должность редактора журнала Revue Biblique. Интерес к археологии у него сформировался в Иерусалиме, во многом под влиянием таких специалистов, как Уильям Ф. Олбрайт, Кэтлин Кеньон и Биньямин Мазар. В 1945 году он был назначен директором Библейской школы и занимал этот пост до 1965 года. В 1956 году, хотя сам не был эпиграфистом, де Во стал главным редактором проекта публикации свитков Мёртвого моря и отвечал за первые пять томов серии «Discoveries in the Judaean Desert» — официального издания, посвящённого этим текстам. Он оставался редактором вплоть до своей смерти в Иерусалиме в 1971 году.
Несмотря на французское происхождение и доминиканскую принадлежность, де Во редактировал англоязычные тома серии ‘‘Discoveries in the Judaean Desert’’, что подчёркивает его высокий уровень международного академического взаимодействия. Его полевые дневники, отчёты и научная переписка велись на французском, английском и латинском языках. Ролан де Во был членом ряда академических сообществ, включая Французскую академию надписей и изящной словесности (Académie des Inscriptions et Belles-Lettres). Его исследования высоко оценивались в научных кругах Франции, Великобритании, Италии и США, что подтверждается многочисленными приглашениями для выступлений и сотрудничества с университетами.

## Археология
В 1947 году, когда де Во уже четыре года занимал пост директора Библейской школы в Иерусалиме, к нему обратился Джеральд Ланкастер Хардинг, директор Департамента древностей Иордании, с просьбой исследовать пещеру недалеко от Мёртвого моря, где были найдены древние свитки. Эта пещера впоследствии получила название Пещера 1 в кумранской номенклатуре — она стала первым местом, где были обнаружены тексты, позже известные как Свитки Мёртвого моря.
В декабре 1951 года начался первый из пяти археологических сезонов раскопок на расположенных поблизости руинах Кумрана. Помимо работ в самом Кумране, де Во также проводил раскопки в ущелье Вади-Мураббаат совместно с Хардингом в 1952 году, а также в Эйн-Фешхе, в нескольких километрах к югу от Кумрана, в 1958 году. Кроме того, в период с 1946 по 1960 год он регулярно возвращался на раскопки в Тель эль-Фара.

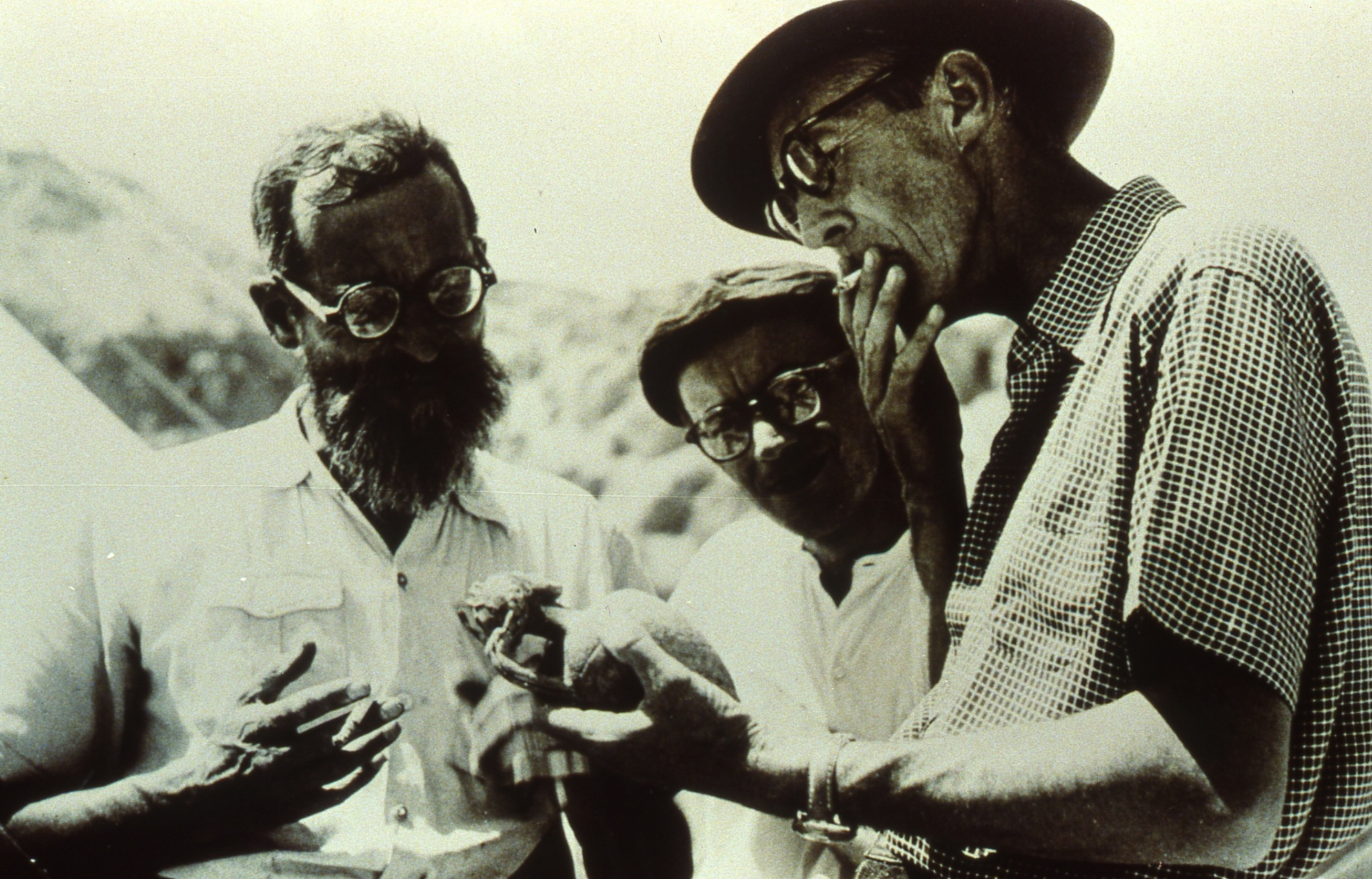
Ролан де Во (слева) с Джеральдом Хардингом и Юзефом Миликом. Кумран, 1950-е годы

По мере того как де Во продолжал исследования Кумрана и его окрестностей, были обнаружены новые свитки, и к работе над ними подключилась небольшая группа молодых учёных, специализирующихся на древнееврейском языке. Среди них были Юзеф Милик, Джон Марко Аллегро и Джон Страгнелл — некоторые из них посвятили анализу вверенных им текстов несколько десятилетий.
С 1961 по 1963 год де Во также принимал участие в раскопках в Иерусалиме под руководством Кэтлин Кеньон.
Несмотря на мировой интерес к теме, де Во так и не опубликовал окончательный археологический отчёт по Кумрану, хотя оставил обширные заметки и черновые материалы. Эти записи были впоследствии систематизированы и изданы Жаном-Батистом Амбером в 1994, 2003 и 2016 годах in 2003 and in 2016..

## Труды
Помимо множества статей, опубликованных в журнале Revue Biblique в период его редактирования, а также двух глав для первого тома The Cambridge Ancient History («Palestine during the Neolithic and Chalcolithic Periods» и «Palestine in the Early Bronze Age»), Ролан де Во известен следующими основными трудами:

### Археология и Свитки Мёртвого моря
В 1959 году он прочитал лекции Швайха в Британской академии, в которых представил свой анализ археологического комплекса Кумрана. Его основные выводы включали:
1. Участок Кумрана, за исключением кратковременного использования в железном веке, был заселён примерно с 135 года до н. э. до некоторого времени после 73 года н. э. Этот период охватывает три этапа: период I — до землетрясения 31 года до н. э., период II — с правления Архелая (4 год н. э.) до разрушения римлянами в 68 году, и период III — римская военная оккупация до конца I века.
2. Близлежащие пещеры, где были найдены свитки, связаны с поселением в Кумране, так как в обоих местах обнаружены схожие артефакты.
3. Поселение было обителью иудейской секты, известной как ессеи, и содержание свитков во многом согласуется с описаниями ессеев у Иосифа Флавия.

Эти лекции были опубликованы под названием Archéologie et les manuscrits de la Mer Morte.
После смерти Ролана де Во его гипотеза о связи Кумрана с ессеями подверглась пересмотру. Некоторые археологи и историки, включая Нормана Голба, поставили под сомнение эту связь. Голб утверждал, что свитки Мёртвого моря были собранием текстов из различных иудейских сект и были спрятаны в пещерах Кумрана во время римской осады Иерусалима в 70 году н. э.
Исследования конца XX — начала XXI века, включая переоценку данных раскопок и использование новых научных методов (физико-химический анализ, компьютерное моделирование), показали, что Кумран мог иметь более сложное назначение, чем просто религиозная община ессеев. Например, Жан-Батист Хамбер предложил новую интерпретацию археологических данных, а виртуальная реконструкция Кумрана, проведённая учёными из UCLA, показала, что поселение могло быть укреплением, позже заселённым ессеями.
Тем не менее интерпретация де Во остаётся влиятельной и по сей день. Многие учёные продолжают рассматривать Кумран как обитель ессеев, несмотря на существующие альтернативные гипотезы.

### Древний Израиль
В двухтомном труде Ancient Israel де Во всесторонне исследует, что археология может рассказать об институтах древнеизраильского общества. Первый том посвящён социальным институтам (Volume 1: Social Institutions, 1958), второй — религиозным (Volume 2: Religious Institutions, 1960).

### Иерусалимская Библия
Де Во в значительной степени ответственен за вступления и комментарии к La Bible de Jérusalem (1961), которая была переведена на английский и другие языки как The Jerusalem Bible и опубликована в 1966 году под редакцией Александра Джонса.

## Критика
В своей книге «The Dead Sea Scrolls Deception» Майкл Бейджент и Ричард Ли резко критиковали де Во, описывая его как «безжалостного, ограниченного, фанатичного и яростно мстительного», а также обвиняя в антисемитизме и симпатиях к фашизму.
Книга Бейджента и Ли в свою очередь была подвергнута критике учёными как содержащая многочисленные ошибки и дезинформирующие утверждения.
Позднее Жан-Батист Юмбер опубликовал два крупных труда, посвящённых переоценке археологических раскопок де Во в Кумране: в 2003 году — антропологические, физико-химические и археологические исследования, и в 2016 году — переосмысленную археологическую интерпретацию и корпус лампад из Кумрана.

## Наследие и влияние
Методологический подход Ролана де Во к археологическим раскопкам и его интерпретация Кумрана как ессейского монастыря оказали значительное влияние на развитие библейской археологии и кумранистики.
Труды де Во до сих пор активно используются в академической среде и регулярно переиздаются, а археологические отчёты по Кумрану цитируются в современных публикациях. Его подход к синтезу библейской истории и археологии вдохновил многих исследователей, включая таких учёных, как Джозеф Фицмайер и Джон Джозеф Коллинз.